# Strzelce Górne
Strzelce Górne – (niem. Ober Strelitz) wieś sołecka w Polsce, położona w województwie kujawsko-pomorskim, w powiecie bydgoskim, w gminie Dobrcz.
W latach 1975–1998 miejscowość administracyjnie należała do województwa bydgoskiego.
5 grudnia 1986 w Strzelcach Górnych została utworzona rzymskokatolicka parafia św. Stanisława Kostki.

## Demografia
Według danych Urzędu Gminy Dobrcz (31.12.2023 r.) miejscowość liczyła 911 mieszkańców.

## Pomniki przyrody
Przy szkole podstawowej w parku podworskim rośnie 7 pomników przyrody. Jeden z pomników przyrody (dąb szypułkowy o obwodzie 316 cm) zniesiono w 2011 roku.
| Nr | Nazwa              | Sztuk | Obwód         | Zdjęcie |
| 1. | Dąb szypułkowy     | 1     | 542 cm        |         |
| 2. | Buk zwyczajny      | 2     | 326, 405 cm   |         |
| 3. | Cis pospolity      | 2     | krzew, 186 cm |         |
| 4. | Modrzew europejski | 1     | 243 cm        |         |
| 5. | Lipa drobnolistna  | 1     | 636 cm        |         |

W 2017 roku objęto ochroną kolejne drzewa:
- dąb szypułkowy o obwodzie 470 cm na terenach leśnych niedaleko drogi krajowej nr 5

- dąb szypułkowy o obwodzie 446 cm przy ul. Wilcza 3a.